# Nyírtelek
Nyírtelek  este un oraș în districtul Nyíregyház, județul Szabolcs-Szatmár-Bereg, Ungaria, având o populație de 6.941 de locuitori (2011). 

## Demografie
Componența etnică a orașului Nyírtelek
     Maghiari (95,62%)
     Romi (3,25%)
     Necunoscut (0,34%)
     Alții (0,79%)
Componența confesională a orașului Nyírtelek
     Romano-catolici (33,99%)
     Greco-catolici (13,63%)
     Fără religie (10,3%)
     Reformați (7,69%)
     Luterani (5,89%)
     Necunoscută (27,76%)
     Alte religii (1,7%)
Conform recensământului din 2011, orașul Nyírtelek avea 6.941 de locuitori. Din punct de vedere etnic, majoritatea locuitorilor (95,62%) erau maghiari, cu o minoritate de romi (3,25%). Apartenența etnică nu este cunoscută în cazul a 0,34% din locuitori. Nu există o religie majoritară, locuitorii fiind romano-catolici (33,99%), greco-catolici (13,63%), persoane fără religie (10,3%), reformați (7,69%) și luterani (5,89%). Pentru 27,76% din locuitori nu este cunoscută apartenența confesională.